# Sándor Ferenczy

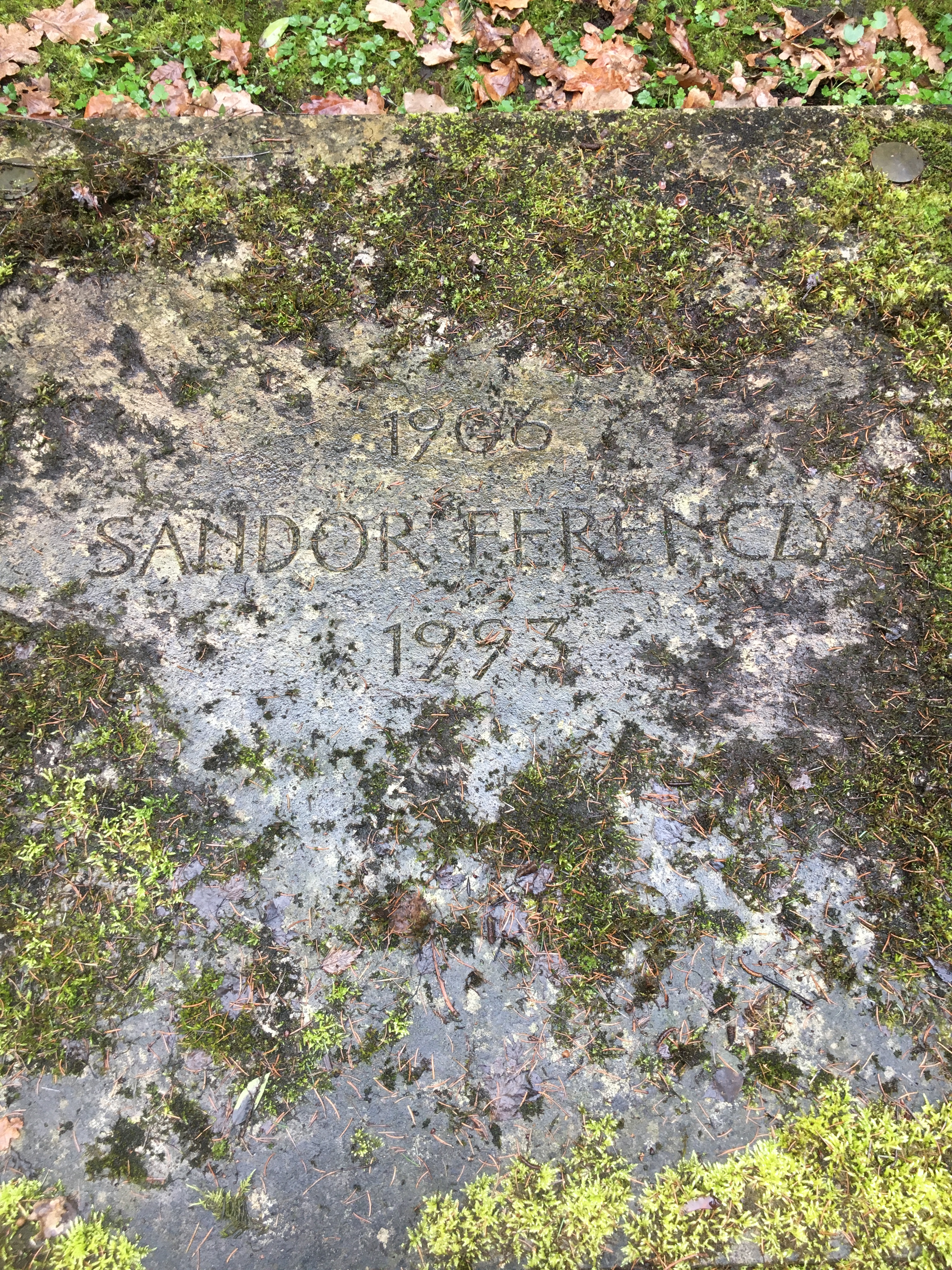
Grabstätte Sándor Ferenczy auf dem Friedhof Ohlsdorf

Sándor Ferenczy (* 12. Februar 1906 in Ungarn; † 15. September 1993 in Hamburg) war ein Hörspielregisseur und Hörspielautor.

## Leben
Ferenczy schrieb und bearbeitete in erster Linie Hörspiele für Kinder und Jugendliche; neben zahlreichen Märchenhörspielen der 1950er Jahre auch eine Reihe von modernen oder eigenen Stoffen, z. B. Die Gentlemen bitten zur Kasse (1966/1968) und Der Wal im Wasserturm (1974) oder Peter und das Zauberklavier (1959).
2006 wurde begonnen, die alten Aufnahmen Ferenczys zu restaurieren und neu auf CD zu veröffentlichen.
Sándor Ferenczy verstarb 87-jährig und wurde auf dem Hamburger Friedhof Ohlsdorf beigesetzt. Die Grabstätte befindet sich im Planquadrat P 27 nahe dem Garten der Frauen.

## Veröffentlichungen
- Hörspielschätze 1 (Märchen-Orchesterhörspiele): Dornröschen; Aschenputtel; Brüderchen und Schwesterchen; Frau Holle.
- Hörspielschätze 2 (Märchen-Orchesterhörspiele): Der Froschkönig; Das tapfere Schneiderlein; Schneeweißchen und Rosenrot; Der gestiefelte Kater.
- Hörspielschätze 3 (Märchen-Orchesterhörspiele): Hans im Glück; Die Bremer Stadtmusikanten; Der Wolf und die sieben Geißlein; Rumpelstilzchen.
- Hörspielschätze 4 (Abenteuer-Orchesterhörspiele): Schmuggel über den Wolken; Der Mann mit der dunklen Brille; Die schwarze Aktentasche; Unfallwagen 4/Anton.
- Hörspielschätze 5 (Abenteuer-Orchesterhörspiele): Die Marsrakete; Peterwagen 7; Stopp für Nord-Express; Froschmänner im Einsatz.
- Die Gentlemen bitten zur Kasse, restaurierte Original-Orchesterproduktion mit Horst Tappert und anderen.[3]